# داني دي ويت
داني دي ويت (مواليد 28 يناير 1998) هو لاعب كرة قدم هولندي يلعب في مركز خط الوسط في نادي إي زد ألكمار.

## روابط خارجية
- داني دي ويت على موقع الاتحاد الأوربي (الإنجليزية)
- داني دي ويت على موقع قاعدة بيانات كرة القدم.إي يو (الإنجليزية)
- داني دي ويت على موقع Soccerway.com (الإنجليزية)
- داني دي ويت على موقع عالم كرة القدم.نت (الإنجليزية)